# WTA Tour Championships 2002 - Doppio
Il doppio del WTA Tour Championships 2002 è stato un torneo di tennis facente parte del WTA Tour 2002.
Lisa Raymond e Rennae Stubbs erano le detentrici del titolo, ma sono uscite in semifinale.
Elena Dement'eva e Janette Husárová hanno battuto in finale Cara Black e Elena Lichovceva con il punteggio di 4–6, 6–4, 6–3

## Teste di serie
1. Virginia Ruano Pascual /  Paola Suárez (primo turno)
2. Lisa Raymond /  Rennae Stubbs (semifinali)
3. Elena Dement'eva /  Janette Husárová (campionesse)
4. Daniela Hantuchová /  Arantxa Sánchez Vicario (ritirate), rimpiazzata da  Cara Black /  Elena Lichovceva (finale)

## Tabellone

### Legenda
| - Q = Qualificato - WC = Wild card - LL = Lucky loser | - ALT = Alternate - SE = Special Exempt - PR = Protected Ranking | - w/o = Walkover - r = Ritirato - d = Squalificato |